# Francesco Brancia
Francesco Brancia (Napoli, 19 gennaio 1725 – Chieti, 7 gennaio 1770) è stato un arcivescovo cattolico italiano.

## Biografia
Era figlio di don Nicola Adriano Brancia, quarto duca di Vulgano, e di Francesca Cito. L'8 giugno 1748 fu promosso all'ordine del presbiterato e il 23 marzo 1764 ottenne il titolo di dottore in teologia.
Eletto arcivescovo di Chieti, fu consacrato a Roma dal cardinale Ferdinando Maria de' Rossi il 15 aprile 1764 e il 4 maggio successivo gli fu consegnato il pallio dei metropoliti.
Si distinse per la sollecitudine verso i poveri e promosse importanti interventi di riedificazione e abbellimento della cattedrale.
Morì, in concetto di santità, dopo cinque anni di episcopato.

## Genealogia episcopale
La genealogia episcopale è:
- Cardinale Scipione Rebiba
- Cardinale Giulio Antonio Santori
- Cardinale Girolamo Bernerio, O.P.
- Arcivescovo Galeazzo Sanvitale
- Cardinale Ludovico Ludovisi
- Cardinale Luigi Caetani
- Cardinale Ulderico Carpegna
- Cardinale Paluzzo Paluzzi Altieri degli Albertoni
- Cardinale Flavio Chigi
- Papa Clemente XII
- Cardinale Giovanni Antonio Guadagni, O.C.D.
- Cardinale Ferdinando Maria de' Rossi
- Arcivescovo Francesco Brancia